# Distretto di Sikhoraphum
Il distretto di Sikhoraphum (in thailandese: ศีขรภูมิ) è un distretto (amphoe) della Thailandia, situato nella provincia di Surin.